# Lunar Eclipse
Albums de David Bryan
On a Full Moon
(1995)
Lunar Eclipse est le deuxième album solo de David Bryan du groupe Bon Jovi. Sorti en 2000, il présente toutes les chansons de son premier album On a Full Moon, sorti en 1995, à l'exception de Awakening et Midnight Voodoo. Deux nouveaux morceaux inédits sont présents sur le disque : Second Chance et I Can Love. L'album présente également une nouvelle version du morceau In These Arms avec David au chant, contrairement à la version instrumentale du premier album.

## Liste des titres
| No  | Titre                                     | Auteur                                    | Durée |
| --- | ----------------------------------------- | ----------------------------------------- | ----- |
| 1.  | Second Chance                             | David Bryan                               | 3:40  |
| 2.  | I Can Love                                | David Bryan                               | 4:39  |
| 3.  | It's a Long Road                          | David Bryan                               | 4:10  |
| 4.  | On a Full Moon                            | David Bryan                               | 3:55  |
| 5.  | April                                     | David Bryan                               | 3:38  |
| 6.  | Kissed by an Angel                        | David Bryan                               | 3:22  |
| 7.  | Endless Horizon                           | David Bryan                               | 4:13  |
| 8.  | Lullaby for Two Moons                     | David Bryan                               | 3:42  |
| 9.  | Interlude                                 | David Bryan, Larry Fast                   | 0:56  |
| 10. | Room Full of Blues                        | David Bryan                               | 2:47  |
| 11. | Hear Our Prayer                           | David Bryan                               | 3:34  |
| 12. | Summer of Dreams                          | David Bryan                               | 3:35  |
| 13. | Up the River                              | David Bryan, Larry Fast                   | 2:53  |
| 14. | Netherworld Waltz                         | David Bryan                               | 5:29  |
| 15. | In These Arms (avec David Bryan au chant) | David Bryan, Jon Bon Jovi, Richie Sambora | 5:04  |